# Balgoya pacifica
Balgoya pacifica là một loài thực vật có hoa trong họ Polygalaceae. Loài này được Morat & Meijden mô tả khoa học đầu tiên năm 1991.